# San Xing

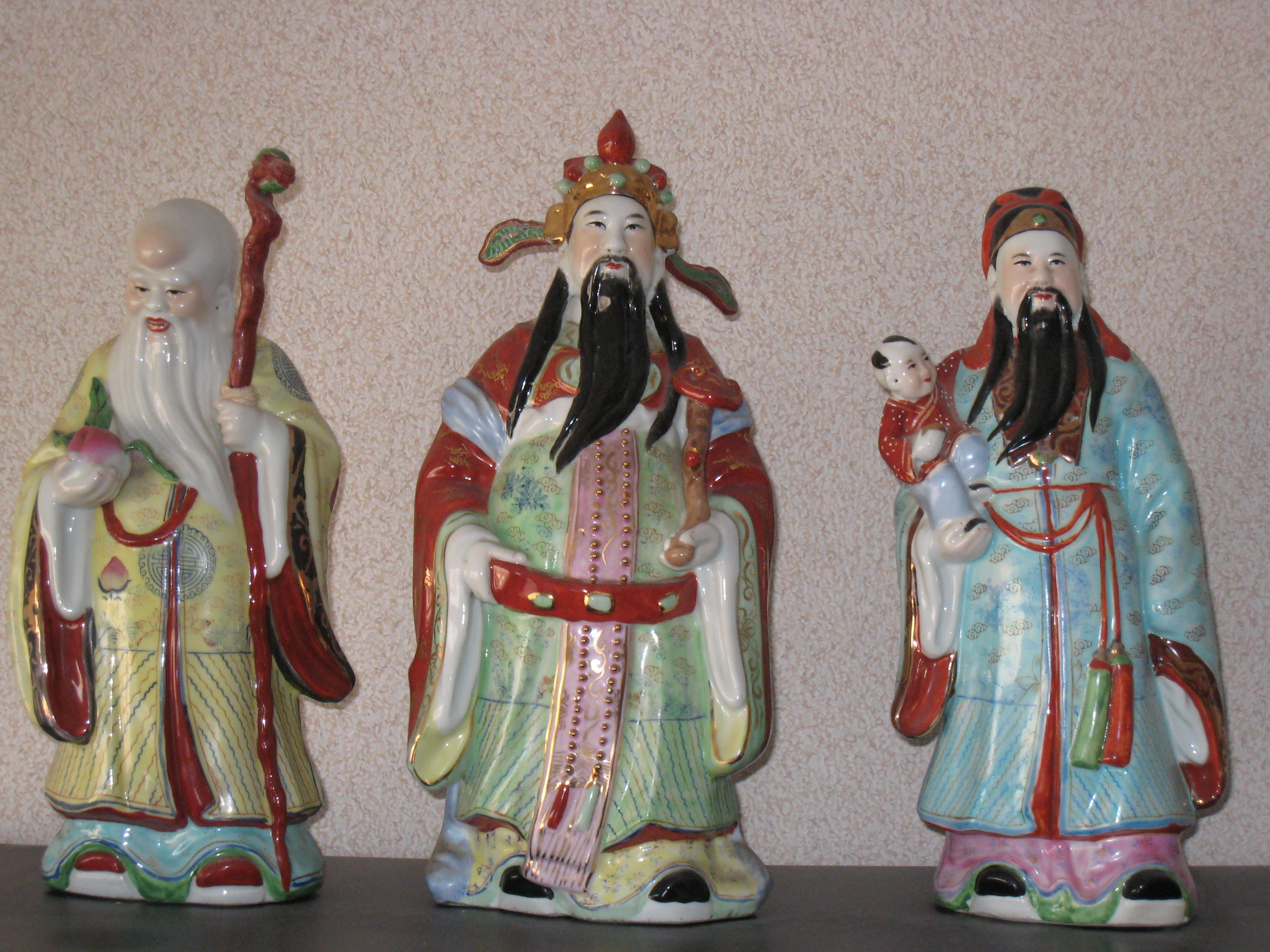
Statuine in porcellana raffiguranti le tre divinità Shou, Lu e Fu (da sinistra a destra)

San Xing, letteralmente i tre astri (三星), anche indicati con il termine Fu Lu Shou (福禄寿), sono tre divinità della mitologia cinese. I loro nomi sono Lu Xing (astro della fama, 祿星), Fu Xing (astro della buona sorte, 福星) e Shou Xing (astro della longevità, 寿星).
Vengono identificati con le tre stelle che compongono la Cintura di Orione.